# Gunnera tinctoria

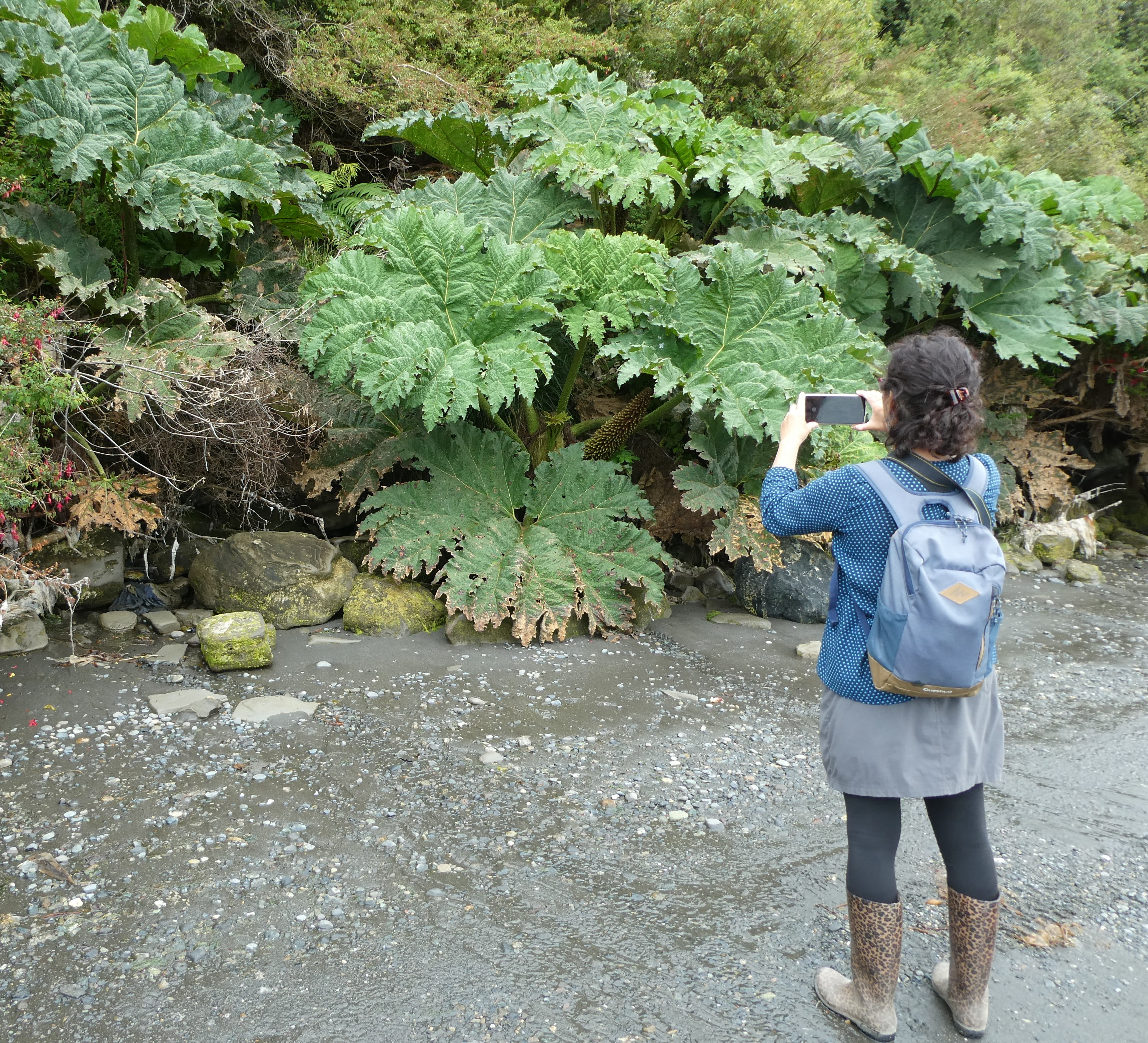
Nalca en la isla Grande de Chiloé.

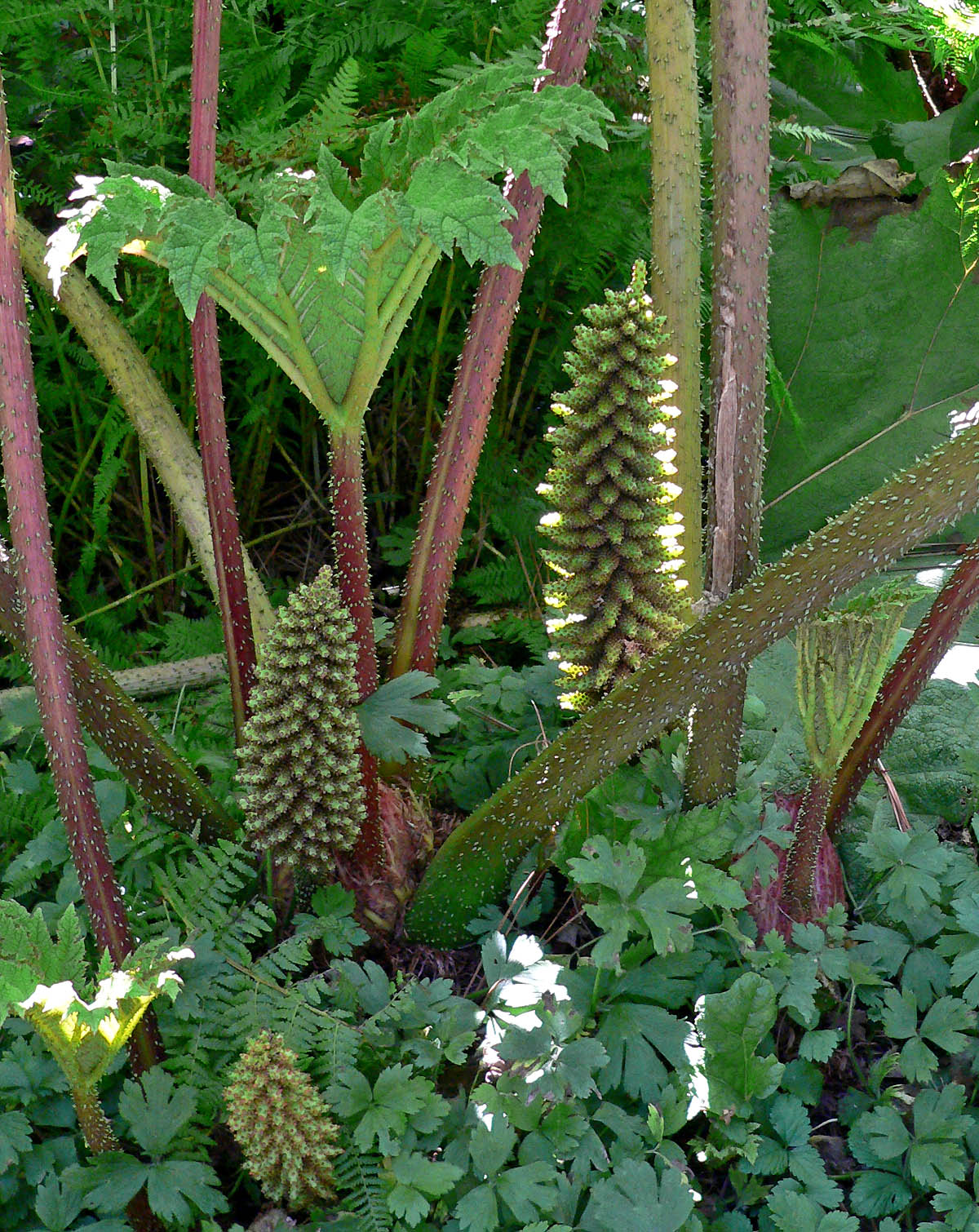
Peciolos e inflorescencias de nalca.

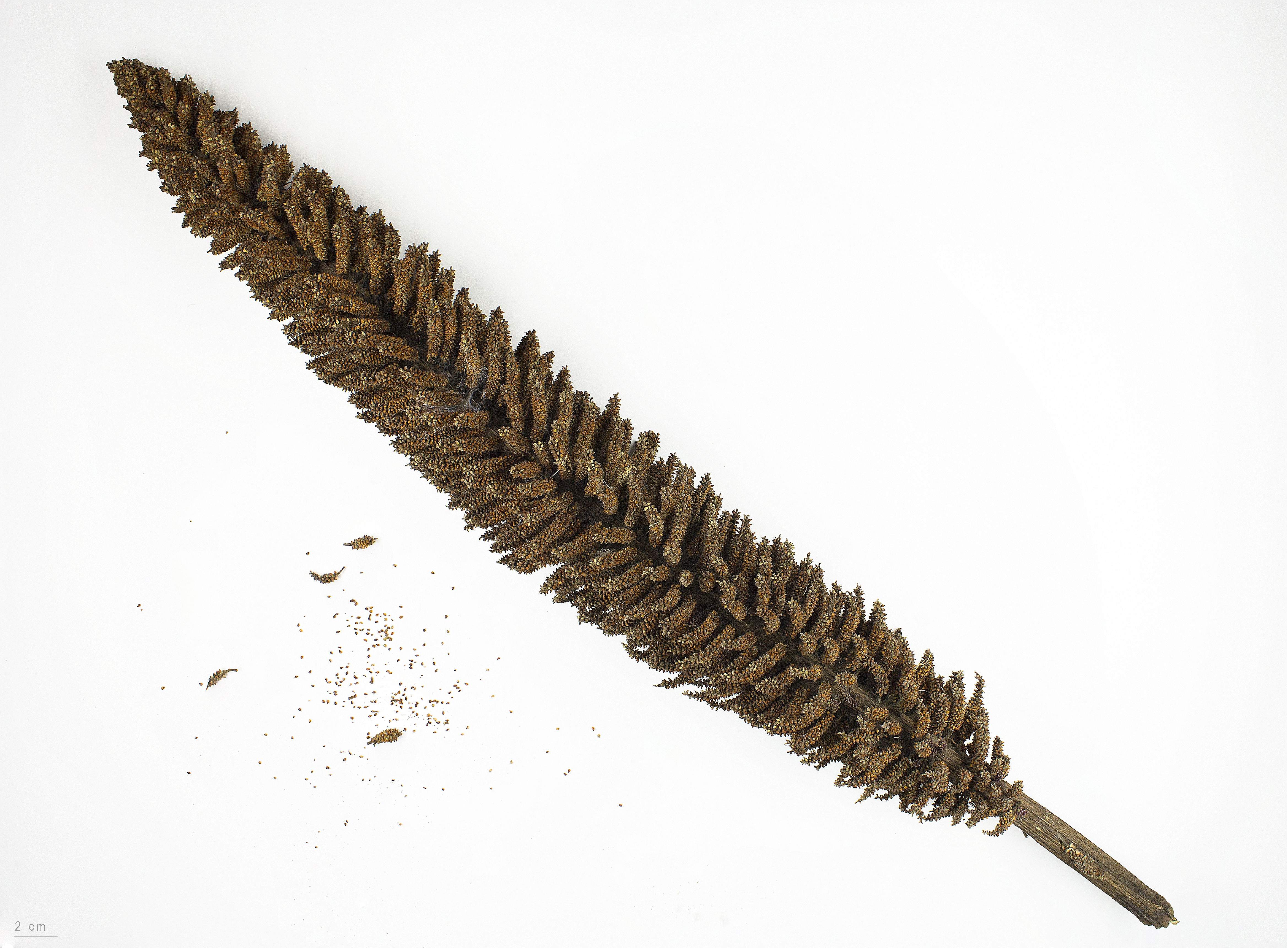
Gunnera tinctoria - MHNT

La nalca o pangue (Gunnera tinctoria) es una planta ornamental y comestible perteneciente a la familia Gunneraceae. Es nativa de zonas templadas de Chile y Argentina.

## Localización
La nalca o "ruibarbo chileno" se encuentra en el centro-sur de Chile, sudoeste de Argentina y también en la Patagonia occidental. Habita de preferencia en lugares umbríos y húmedos, aunque las “nalcas de arena” viven enterradas en arenales de la costa del Pacífico y se ha postulado que podrían ser otra especie: G. arenaria Cheeseman ex Kirk.

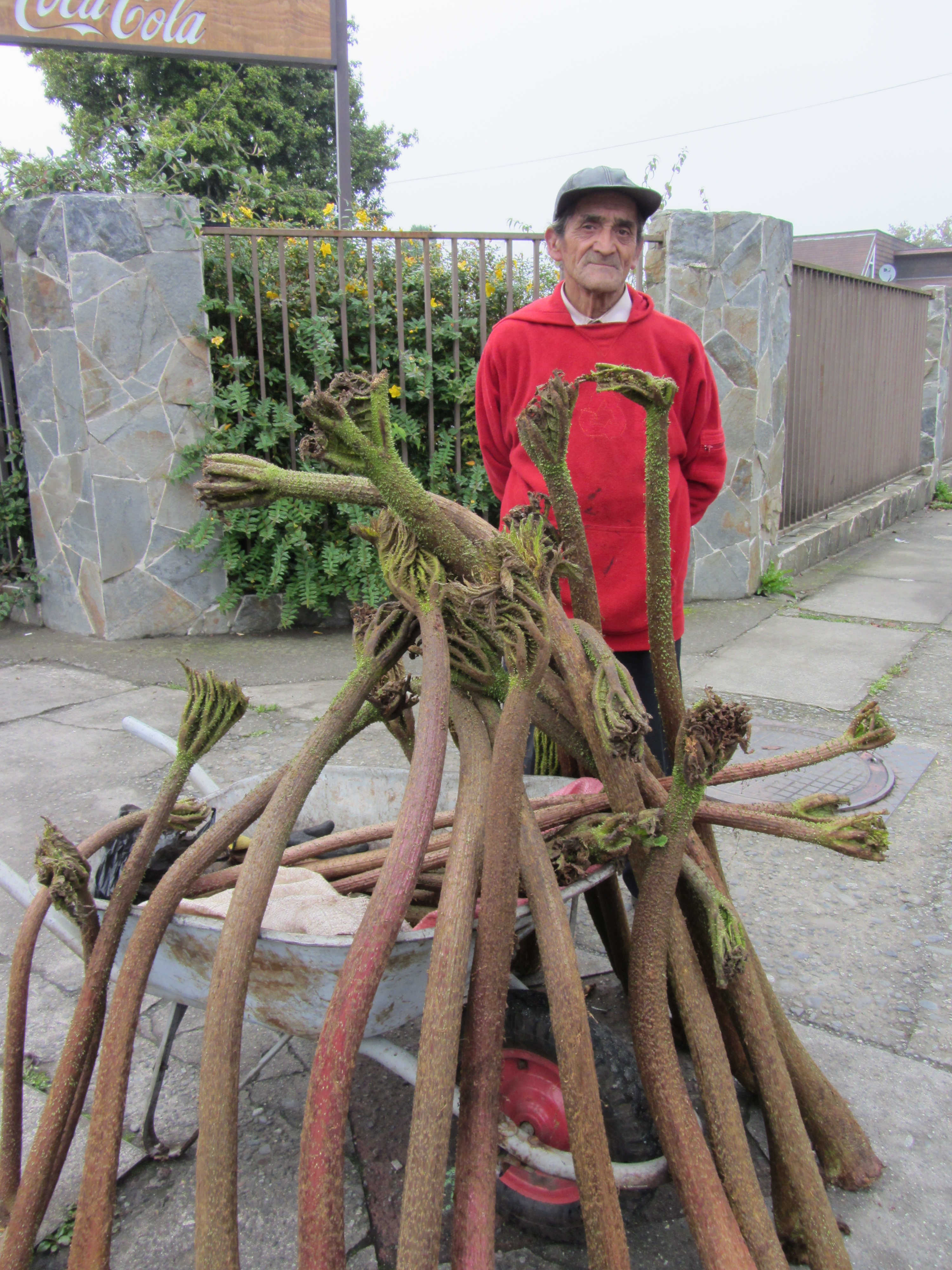
Vendedor de nalcas en una calle de Puerto Varas.

## Descripción
La nalca es una planta herbácea, con una altura que puede superar los cuatro metros, de tallo semisubterráneo carnoso y grueso llamado depe.
Las hojas o pangues son alternas lobuladas. La superficie de las hojas es de color verde oscuro, pueden sobrepasar el metro de diámetro, con tacto áspero al pasar la mano, debido a unos pelos gruesos que presentan tanto en el haz como en el envés, con unas nervaduras prominentes, que suelen ser de color rojizo total o parcialmente. Los pecíolos o nalcas sobrepasan el metro de largo, son gruesos y están cubiertos de espículas.

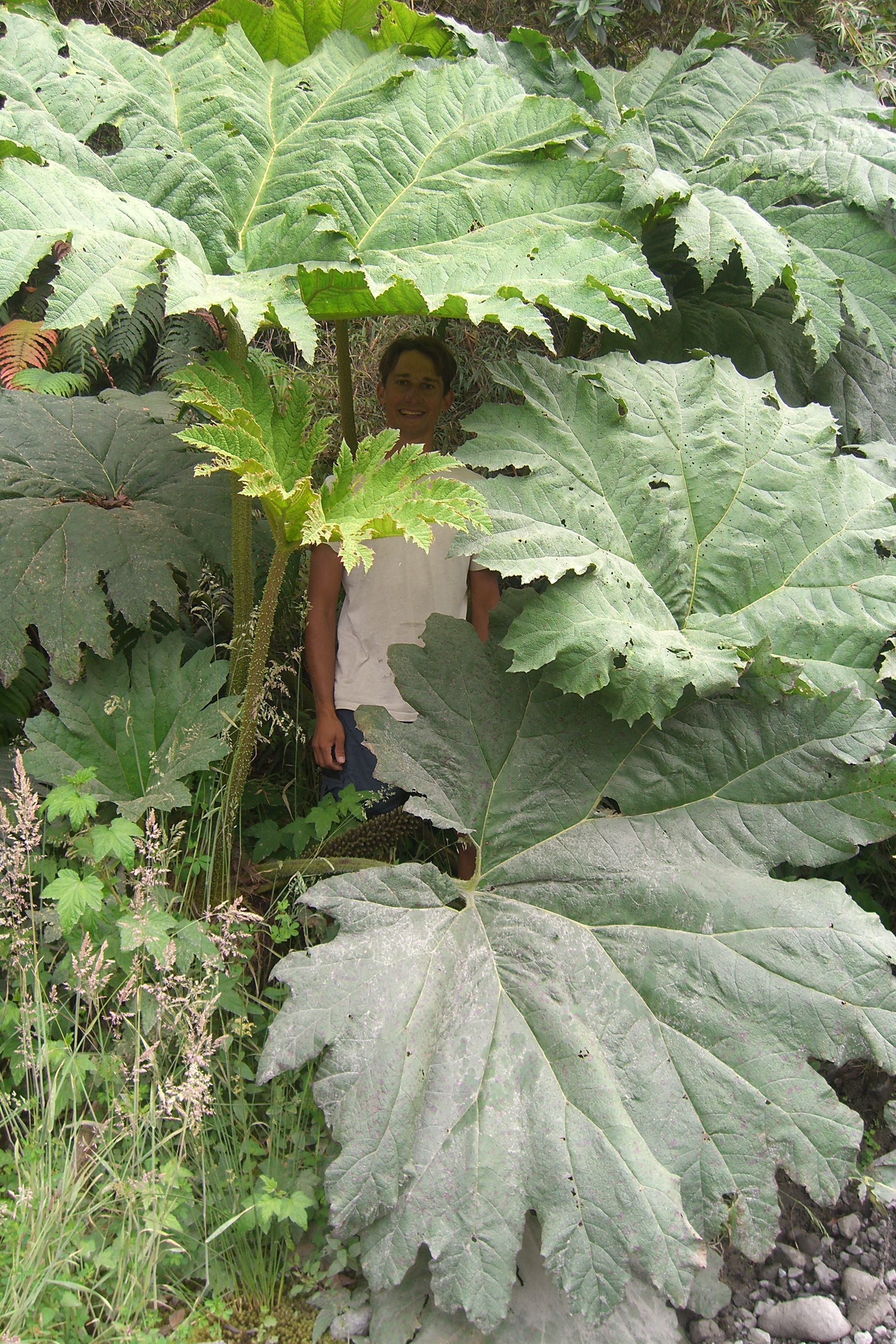
Hojas.

Las flores o caballitos se encuentran en un tipo de inflorescencia denominado bohordo, con flores unisexuales y hermafroditas.
El fruto es una drupa de color rojo anaranjado de unos 2 mm de diámetro.

## Usos
Los peciolos de las hojas son comestibles, fibrosos y en mayor o menor medida astringentes, pero presentan abundante agua; y se utilizan crudos (en ensaladas o consumido en forma similar a una fruta, generalmente con sal) o en mermeladas o jugos. Tanto su aspecto como su modo de consumo asemejan la nalca al ruibarbo (Rheum rhabarbarum) y en otras lenguas esta planta es conocida como ruibarbo de Chile, mientras que en el sur de Chile el ruibarbo también se conoce como nalca alemana o nalca de ruibarbo.
Las hojas son una parte esencial en la preparación del curanto, plato tradicional de Chiloé y de parte del suroeste argentino, porque se usan para separar los ingredientes y para impedir que escape el calor desde el hoyo hecho en el terreno. 
El tallo igualmente tiene uso medicinal por sus propiedades astringentes.

## Especie invasora
En algunas partes de Nueva Zelanda, la nalca se ha convertido en una plaga reconocida; en Taranaki, en la costa occidental de la Isla Norte, se ha extendido a zonas ribereñas y lechos de ríos, acantilados costeros y márgenes de bosques, colocando así a la especie en el Acuerdo Nacional de Plagas de Plantas. De conformidad con los artículos 52 y 53 de la Ley de Bioseguridad, en Nueva Zelandia constituye delito propagar, distribuir, difundir, vender u ofrecer de otro modo a sabiendas la posesión.
En Gran Bretaña, la especie fue popular entre los jardineros durante décadas, pero se estableció bastante bien, y a veces fue problemática, en los distritos occidentales, y parecía estar extendiéndose. En el oeste de Irlanda, G. tinctoria es una especie invasora importante, en particular en la isla de Achill y en la península de Corraun, en el condado de Mayo. Sus grandes hojas crean una densa sombra, impidiendo que otras especies germinen o crezcan.
El ruibarbo chileno está clasificado en la Unión Europea como una especie invasora preocupante para la Unión, y es ilegal importarlo, cultivarlo o venderlo dentro de la UE.
En el Reino Unido, la planta fue clasificada en la Lista 9 de la Ley de Vida Silvestre y Campo de 1981 como una especie invasora. Si bien seguía siendo legal cultivar en privado, se hizo ilegal permitir que la especie se extendiera fuera de los límites de la propiedad privada, o sembrarla deliberadamente en otro lugar.

## Taxonomía
Gunnera tinctoria fue descrita por (Molina) Mirb. y publicado en Systema Naturae, ed. 12 2: 637. 1767.
Etimología
Sus nombres comunes nalca y pangue provienen del nombre de su peciolo y de su hoja, respectivamente, que son préstamos de las palabras en mapuche ngalka y pange o pangke, que también designan a estos órganos y a la planta completa.
Gunnera nombre genérico otorgado en honor al botánico noruego Johan Ernst Gunnerus (1718-1773).
tinctoria: epíteto latíno que significa “que tiñe”.
Sinonimia
- Gunnera chilensis Lam.
- Gunnera chilensis var. meyeri L.E.Moro
- Gunnera chilensis var. valdiviensis L.E.Moro
- Gunnera scabra Ruiz & Pav.
- Panke acaulis Molina
- Panke caulescens J.F.Gmel.
- Panke tinctoria Molina
- Pankea chilensis (Lam.) Oerst.[7]

## Nombres comunes
Nalca, pangue, dinacio del Perú y Chile, nalcas del Perú y Chile, pangue del Perú y Chile, panke del Perú y Chile, raguayes del Perú y Chile; "Quirusilla" en el Sur de Bolivia.